# Sóskút, Pesta
Sóskút  este un sat în districtul Érd, județul Pesta, Ungaria, având o populație de 2.961 de locuitori (2011). 

## Demografie
Componența etnică a satului Sóskút
     Maghiari (92,19%)
     Slovaci (3,96%)
     Germani (1,07%)
     Necunoscut (1,11%)
     Alții (1,68%)
Componența confesională a satului Sóskút
     Romano-catolici (46,2%)
     Fără religie (15,27%)
     Reformați (8,04%)
     Atei (1,96%)
     Necunoscută (27,25%)
     Alte religii (3,28%)
Conform recensământului din 2011, satul Sóskút avea 2.961 de locuitori. Din punct de vedere etnic, majoritatea locuitorilor (92,19%) erau maghiari, existând și minorități de slovaci (3,96%) și germani (1,07%). Apartenența etnică nu este cunoscută în cazul a 1,11% din locuitori. Nu există o religie majoritară, locuitorii fiind romano-catolici (46,2%), persoane fără religie (15,27%), reformați (8,04%) și atei (1,96%). Pentru 27,25% din locuitori nu este cunoscută apartenența confesională.